# Novo Selo (Brod)
Pour les articles homonymes, voir Novo Selo.
Novo Selo (en serbe cyrillique : Ново Село) est une localité de Bosnie-Herzégovine. Elle est située dans la municipalité de Brod et dans la république serbe de Bosnie. Selon les premiers résultats du recensement bosnien de 2013, elle compte 1 109 habitants.

## Démographie

### Évolution historique de la population dans la localité
| 1948 | 1953 | 1961  | 1971  | 1981  | 1991  | 2013  |
| ---- | ---- | ----- | ----- | ----- | ----- | ----- |
| -    | -    | 2 677 | 3 183 | 2 884 | 2 953 | 1 109 |

|  |

### Communauté locale
En 1991, la communauté locale de Novo Selo comptait 3 807 habitants, répartis de la manière suivante :